# Ropannummi
Ropannummi är en kulle i Finland. Den ligger i Pyhäranta och landskapet Egentliga Finland, i den sydvästra delen av landet, 210 km väster om huvudstaden Helsingfors. Toppen på Ropannummi är 24 meter över havet.
Terrängen runt Ropannummi är mycket platt. Runt Ropannummi är det glesbefolkat, med 15 invånare per kvadratkilometer. Närmaste större samhälle är Raumo, 17,8 km norr om Ropannummi. I omgivningarna runt Ropannummi växer i huvudsak barrskog.